# Maestru de ceremonii
Maestrul de ceremonii (formă prescurtată: MC sub influența expresiei din limba engleză master of ceremonies) este persoana indicată prin protocol să organizeze desfășurarea unei ceremonii sau gazda unui eveniment scenic sau al unui spectacol similar. De obicei maestrul de ceremonii prezintă interpreții, se adresează audienței și întreține atmosfera.